# Julija Solncevová
Julija Solncevová (Юлия Солнцева, 7. srpna 1901 — 28. října 1989) byla ruská filmová herečka a režisérka.

## Životopis
Vystudovala Lomonosovovu univerzitu, s herectvím začínala v moskevském Komorním divadle pod vedením Alexandra Jakovleviče Tairova. Hrála hlavní ženské role ve filmech Kráska z Marsu, Prodavačka cigaret z Mosselpromu (oba 1924) a Země (1930). V roce 1929 se provdala za Olexandra Dovženka, režiséra filmu Země a pak působila jako spolurežisérka jeho filmů Ščors (1939) a Mičurin — Život v květech (1948). Samostatně režírovala hrané filmy Poéma o moři (1958), Pověst plamenných let (1960, cena za nejlepší režii na festivalu v Cannes), Začarovaná Desna (1965, adaptace Dovženkovy vzpomínkové prózy), Takové vysoké hory (1974) a Svět ve třech rozměrech (1979) a dokument Zlatá brána (1969) o Dovženkově životě a díle. Obdržela Stalinovu cenu, Leninův řád a roku 1981 titul národní umělkyně SSSR.